# Steven Plucnar Jacobsen
Steven Plucnar Jacobsen, född 22 oktober 2000, är en dansk handbollsspelare. Han spelar som mittsexa för Rhein-Neckar Löwen.
Med GOG blev han dansk cupmästare 2019. Han har även spelat för Danmarks ungdomslandslag, och varit med och tagit brons i U18-EM 2018 och U19-VM 2019.